# 상선 해병
상선 해병(商船海兵， merchant marine)은 평소에는 상선으로 활동하다가 유사시에 해군을 돕는 일을 하는 일체의 선박을 가리킨다. 상선 해병에는 다음과 같은 종류의 선박들이 있다.
- 화물선(Freighters), 오늘날은 주로 컨테이너 선박으로 알려져 있다.
- 내항선(Coasters), 대양으로 나가지 않는 소형 선박이다.
- 유조선(Tankers), 기름이나 가스 등 유체를 운반한다.
- 유람선(Cruise ships), 관광목적으로 세계의 명소를 중심으로 운항하는 여객선이다.

미국에서는 미국 상선 해병에 속하고 전쟁시 미국 해군을 지원하는 임무를 수행한다.
캐나다에서는 제2차 세계 대전과 한국 전쟁에서 활동했던 화물선박의 선원들을 가리키는 말이며 공식적인 기관 소속은 아니다. 이 선원들은 전쟁참전군인으로 인정받지 못하다가 1990년이 되어서야 보상을 받았다.